# Hartmut Krones
Hartmut Krones (* 15. Oktober 1944 in Wien) ist ein österreichischer Musikwissenschaftler.

## Leben
Hartmut Krones legte seine Reifeprüfung 1962 am Gymnasium Fichtnergasse ab. Danach studierte er Germanistik und Pädagogik an der Universität Wien sowie Musikerziehung, Gesangspädagogik und Lied und Oratorium an der Akademie für Musik und darstellende Kunst Wien. In Musikwissenschaften wurde er zum Dr. phil. promoviert. 
Seit 1970 unterrichtete Hartmut Krones an der Akademie für Musik und darstellende Kunst Wien und wurde 1987 dort zum ordentlichen Professor und Leiter der Lehrkanzel Musikalische Stilkunde und Aufführungspraxis berufen. Seit 1996 leitete er auch das Arnold-Schönberg-Institut dieser Universität. Im Oktober 2013 wurde Krones emeritiert, ist aber weiter als Emeritus lehrend tätig. 
Zu den Schwerpunkten seiner Arbeiten als Autor und Herausgeber zahlreicher Publikationen gehören die historische Aufführungspraxis, die musikalische Symbolkunde, die Musik des 20. Jahrhunderts und die Exilforschung. Er leitet die „Kritische Gesamtausgabe sämtlicher Schriften Arnold Schönbergs“, deren 1. Band („Der musikalische Gedanke“) er selbst herausgab. 
1995 wurde Hartmut Krones als ordentliches Mitglied der Geisteswissenschaftlichen Klasse in die Sudetendeutsche Akademie der Wissenschaften und Künste berufen.

### Funktionen im österreichischen Musikleben
Seit 1968 schreibt Hartmut Krones die Einführungstexte der Programmhefte des Wiener Musikvereins. Darüber hinaus ist er Mitglied des Stiftungsvorstandes im Arnold Schönberg Center und Vorsitzender des Egon-Wellesz-Fonds bei der Gesellschaft der Musikfreunde in Wien.

## Ehrungen und Auszeichnungen
- 2005: Ehrenkreuz für Wissenschaft und Kunst I. Klasse[1]
- Julia Bungardt, Maria Helfgott, Eike Rathgeber, Nikolaus Urbanek: Wiener Musikgeschichte: Annäherungen – Analysen – Ausblicke; Festschrift für Hartmut Krones, Verlag: Böhlau Wien Köln Weimar 2009

## Publikationen
- An: Karl Steiner, Shanghai: Briefe ins Exil an einen Pianisten der Wiener Schule,  Verlag: Böhlau Wien; ISBN 3-205-78361-1
- Alte Musik und Musikpädagogik, Verlag: Böhlau Wien; ISBN 3205988213
- Struktur und Freiheit in der Musik des 20. Jahrhunderts, Verlag: Böhlau Wien; ISBN 3205770668
- Jean Sibelius und Wien, Verlag: Böhlau Wien; ISBN 3205771419
- Bühne, Film, Raum und Zeit in der Musik des 20. Jahrhunderts. Wiener Schriften zur Stilkunde und Aufführungspraxis, Verlag: Böhlau Wien; ISBN 3205772067
- Die österreichische Symphonie im 20. Jahrhundert, Verlag: Böhlau Wien; ISBN 3205772075
- Multikulturelle und internationale Konzepte in der Neuen Musik, Verlag: Böhlau Wien; ISBN 3205775015
- Anton Webern, Verlag: Böhlau Wien; ISBN 3205990722
- Stimme und Wort in der Musik des 20. Jahrhunderts, Verlag: Böhlau Wien;  ISBN 320599387X
- Arnold Schönberg: Werk und Leben, Hartmut Krones und Reingard Grübl-Steinbauer, Edition Steinbauer Wien; ISBN 3902494034
- Ludwig van Beethoven, m. CD-Audio. Verlag Holzhausen Wien; ISBN 385493002X
- Vokale und allgemeine Aufführungspraxis, Hartmut Krones und Robert Schollum, Verlag: Böhlau Wien; ISBN 3205083717
- Marcel Rubin, Verlag Elisabeth Lafite Wien, ISBN 3-215-02116-1